# الأغنية الوطنية
الأغنية الوطنية (بالروسية: Патриотическая песня) هي مقطوعة موسيقية ألفها ميخائيل غلينكا في 1833. كانت النشيد الوطني الرسمي لروسيا السوفيتية وروسيا الاتحادية من 23 نوفمبر 1990 حتى 25 ديسمبر 2000.

## التاريخ
لا تمتلك المقطوعة كلماتٍ خاصةٍ بها، حيث يعتقد أن غلينكا ألفها لتكون لحنًا لكلمات نشيد صلاة الروس، اعتمدت لأول مرة كنشيد وطني في 23 نوفمبر 1990 لجمهورية روسيا السوفيتية، وثم بعد تفكك الاتحاد السوفيتي اعتمدت كنشيد لروسيا الاتحادية. في 1999، تم تنظيم مسابقة لكتابة كلمات للأغنية، وفاز النص الذي قدمه فيكتور رادوغين (بالروسية: Виктор Радугин) والذي يبدأ بـ«المجد لك، المجد لك — وطني روسيا!» «!Славься, славься, родина — Россия» لم يتم اعتماد النص رسميًا، بسبب استقالة يلتسن المفاجئة.

## نص النشيد
| نص النشيد (غير معتمد رسميًا)                                                                                            | الترجمة العربية |
| --- | --- |
| Славься, славься, родина — Россия! Сквозь века и грозы ты прошла И сияет солнце над тобою И судьба твоя светла.        | المجد، المجد، لأرضي الام – روسيا! لقد مررتي عبر القرون والعواصف الرعدية والشمس تشرق فوقك ومصيرك مشرق جدا!                |
| Над старинным московским Кремлём Вьётся знамя с двуглавым орлом И звучат священные слова: Славься, Русь — Отчизна моя! | وفوق المبني القديم لموسكو كرملين رفف بالراية ذات النسر ذو الرأسين والأصوات المقدسة تقولوا: المجد لكي، روسيا – ارضي الام! |

## معرض صور

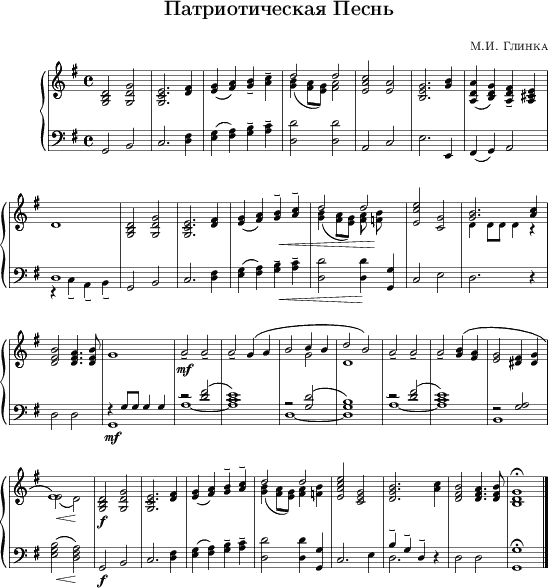